# Серхіо Аумада
Серхіо Аумада (ісп. Sergio Ahumada, нар. 2 жовтня 1948) — чилійський футболіст, що грав на позиції нападника.
Виступав, зокрема, за клуб «Коло-Коло», а також національну збірну Чилі.

## Клубна кар'єра
У дорослому футболі дебютував 1968 року виступами за команду «Депортес Ла-Серена», в якій провів два сезони, взявши участь у 58 матчах чемпіонату.
Своєю грою за цю команду привернув увагу представників тренерського штабу клубу «Коло-Коло», до складу якого приєднався 1970 року. Його дебют за «індіанців» відбувся 12 квітня 1970 року в матчі, який був програний клубу «Універсідад Католіка» з рахунком 0:1. За 4 сезони в «Коло-Коло» Аумада зіграв у 128 офіційних матчах, в яких забив 41 гол, став 2-разовим чемпіоном Чилі, володарем Кубку Чилі, а також фіналістом Кубка Лібертадорес 1973 року.
Згодом виступаючи у складі команди «Уніон Еспаньйола», Аумада у 1975 році знову став чемпіоном Чилі, і знову дійшов до фіналу Кубка Лібертадорес. У середині 1975 Аумада покинув «Уніон Еспаньйола» і поїхав в Мексику, де став виступати за «Естудіантес Текос», який щойно вийшов у вищий дивізіон. Однак справи в Мексиці у Аумади не склалися і за весь сезон у 13 матчах він жодного разу не вразив ворота суперника.
В середині 1976 року Аумада повернувся в Чилі, в клуб «Евертон» (Вінья-дель-Мар), в якому він ще один раз став чемпіоном Чилі, після чого грав за «О'Хіггінс», а завершив ігрову кар'єру у команді «Кокімбо Унідо», за яку виступав протягом 1981 року у другому дивізіоні країни.

## Виступи за збірну
14 квітня 1973 року дебютував в офіційних іграх у складі національної збірної Чилі в товариському матчі проти збірної Гаїті, що завершився з рахунком 1:1.
У складі збірної був учасником чемпіонату світу 1974 року у ФРН, де зіграв у всіх трьох матчах проти Західної Німеччини, Східної Німеччини та Австралії, але команда не здобула жодної перемоги і не подолала груповий етап. При цьому Аумада забивши гол у матчі з НДР став автором єдиного голу збірної Чилі на цьому турнірі.
Наступного року взяв з командою участь у розіграші Кубка Америки 1975 року, де зіграв в усіх чотирьох іграх, але і тут чилійцям не вдалось пройти груповий раунд.
Свій останній матч за збірну Аумада зіграв у відбірковому турнірі до чемпіонату світу 1978 року проти збірної Перу 26 березня 1977 року, той матч чилійці програли з рахунком 0:2, через що не змогли вийти у фінальний турнір. Загалом протягом кар'єри у національній команді, яка тривала 5 років, провів у її формі 29 матчів, забивши 6 голи.

## Досягнення
Збірна Чилі
- Володар Кубка Карлоса Діттборна: 1973

«Коло-Коло»
- Чемпіон Чилі (2): 1970, 1972
- Срібний призер чемпіонату Чилі: 1973
- Бронзовий призер чемпіонату Чилі: 1974
- Володар Кубка Чилі: 1974
- Фіналіст Кубка Лібертадорес: 1973

«Уніон Еспаньйола»
- Чемпіон Чилі: 1975
- Фіналіст Кубка Лібертадорес: 1975

«Евертон»
- Чемпіон Чилі: 1976
- Срібний призер чемпіонату Чилі: 1977